# 厦门市第三中学
厦门市第三中学成立于1924年，是福建省一级达标高中。

## 学校历史

### 1912-1953
厦门三中与厦门市禾山中学同源。（关于建校起至抗战的历史详见厦门市禾山中学）抗战胜利后，禾山中学部分校舍让给省立高级工业职业学校。民国37年（1948年）秋，国民政府在禾山中学旧址双涵社创办“厦门市立第二中学”。初办时为初级中学，当年招收一、二年级学生各50名，教师9人，职工2人，市府督学戴光华兼任校长。时有地方上热心教育的人士和侨商黄萃庭、陈克舒、林文忠、陈安晋等组成校董会，推黄萃庭为董事长。民国38年（1949年）2月9日，学校迁至禾山祥店社，改名为“厦门私立禾山中学”，校长仍为戴光华。全校设4个班，学生144人，教师11人。校舍为一四合院，面积400余平方米。民国38年（1949年）3月，校董事长黄萃庭不顾年事已高，远涉重洋，拟在华侨中筹募10万银元的办学经费，但不久后因其突然病故而无法实现。1949年10月，厦门解放，人民政府维持原校，11月复课，戴光华先生留任校长。学校仍设4个班，但学生减至51人，教师减至5人。学校虽为私立，但政府仍拨款补助。1950年7月，首届6名初中生毕业。1951年3月17日，学校由市教育局接管，改为公立，命名为“厦门市禾山中学”，由禾山区农会宣传科长、区支前办公室主任胡复生兼任校长，胡青阳任副校长。1952年8月，禾山中学、大同中学、双十中学成立联合党支部，市委任命胡复生为书记兼禾山中学校长，这年教职工增至31人。1953年1月，学校改名为“厦门市第三中学”。

### 1958-1970
1958年秋，开设高中部，招收高一新生40人。这年，海峡两岸关系紧张，盘踞金门的国民党军队炮轰厦门，地处前线的厦门三中成立防空指挥部，组织师生参加纠察队、消防队、救护队，进行防空、防炮和救护。9月6日，蒋军炮弹在学校操场爆炸，初一学生郑安光、吴南强、长昆明、吴建才、陈福建等5人被炸死，邱继意等9名师生被炸伤。当日，校领导和教师带着600名学生转移到殿前社，在防空洞里继续上课。1959年春，高中部分和初三年级搬回祥店校部。8月23日，强台风刮倒学校大礼堂、办公楼，加之蒋军炮击，学校决定迁至塘边社建设新校舍。1960年，新校舍正式建立。这时学校有6个年级18个班，学生844人，教职工62人。1962年，郭沫若为学校题写校名。
1966年“文革”开始，学校全面停课，9月，成立“红卫兵”总部，师生外出“大串联”。1968年上半年，“军宣队”进校，师生陆续回校，班级编为连、排建制。10月，厦门前线人民公社农业中学并入三中。月底，成立“厦门市第三中学革命委员会”。1969年10月学校复课。1970年设高林、西林、曾塔三个分校；8月，改校名为“厦门市郊区前线人民公社中学”；秋季初中招生，小学毕业生由公社生产大队保送人学。

### 1972至今
1972年各分校相继撤销，学校改名为“厦门市郊区前线第一中学”，并调出教师于祥店筹办“前线第二中学”。1973年春，“前线二中”成立，“前线一中”转去两个班学生104人。在“文革”期间，高考中断，不少学生成为“下放知青”插队落户。“四人帮”倒台后，特别是中国共产党的十一届三中全会后，教育事业较之前有所改善。1979年8月27日，前线二中又与前线一中合并，称为“前线中学”。1981年10月15日，随前线人民公社改名“禾山人民公社”、前线中学再次改名并分为“厦门市郊区禾山第一中学”（校址在塘边）和“厦门市郊区禾山第二中学”（校址在祥店社）。1987年，鉴于郊区撤销，新设湖里区，学校改名为“厦门市禾山第一中学”，与禾山二中同归市教委直属领导。1990年3月，禾山一中恢复1953年的校名“厦门市第三中学”。学校占地69333平方米，是厦门岛内面积最大的中学。有教学大楼、科学实验楼、学生宿舍楼、教工宿舍楼、礼堂、膳厅、健身房、运动场、射击场。三中历史上获得诸多荣誉，除1958年支前受到嘉奖外，还多次被评为福建省“学雷锋、创三好”先进单位；1993年至2001年均被评为市级文明学校；学校射击队在国家级和省、市比赛中共获得40多枚奖牌。

## 学校文化

### 校歌
《我们是意气风发的三中人》（与中国少年先锋队队歌旋律相似）

## 学校荣誉
2009年，国家级语言文字规范化示范校
2011年，联合国教科文组织中国可持续发展教育（ESD）项目首批示范学校
2015年，福建省一级达标高中